# 2022年布鲁克林地铁袭击
2022年布魯克林地鐵襲擊是2022年4月12日上午，在美國紐約地鐵布魯克林區36街車站的列車上發生的襲擊事件。一名戴防毒面具的槍手向列車投擲煙霧彈，之後開槍。事件造成至少29人受傷。紐約警察局鎖定疑犯法蘭克‧詹姆斯，最终詹姆斯约于4月13日下午被捕。
有29人受傷，其中10人是直接槍擊造成的；其餘傷害是吸入煙霧造成的。大多數乘客在第36街下車，一些乘客逃到R線列車上，該列車在25街上再停一站。襲擊發生後的第二天，弗蘭克·詹姆斯在經過大規模搜捕後被逮捕為嫌疑人。詹姆斯被紐約東區美國檢察官辦公室指控在公共交通系統上犯下恐怖主義行為。

## 案發經過
2022年4月12日8時24分，當N線列車離開25街車站、駛向36街車站時，襲擊者在喃喃自語，之後戴上防毒面具，向火車車廂的地板投擲煙霧彈，並用.380口徑的手槍開火。襲擊者之後逃離現場。一名乘客乘坐襲擊者的前一車廂，他説有乘客試圖敲打兩卡之間的門逃生。然後她聽到一連串響亮的砰砰聲，並看到該車廂內有煙霧。
當地鐵在36街車站停站時，受傷的乘客下車逃生。警方在8時30分接獲報案電話，並在8時34分趕到現場。 一名目擊者說，車門打開後冒出濃煙，人們在尖叫。他形容這是「災難」。一名乘坐相鄰車廂的乘客，拍攝乘客疏散的影片，該影片很快在社交媒體和新聞網站上流傳。之後車站響起通知，告訴乘客登上R線列車離開車站。擁擠的列車迅速前往25街車站，有官員在25街車站指示乘客疏散。
消防員接到說車站內有煙霧的電話，之後抵達車站。到達後，他們發現了傷者。有人看到車站附近有六輛警車和消防車聚集，並有拆彈小組的警官和警犬。

## 受傷
在4月12日上午的新闻发布会上，纽约市消防局表示有16人受伤，其中10人受枪伤，其中5人情况危急但情况稳定。后上修至29人。

## 调查
調查人員在現場發現一把克拉克手槍、3個加長彈匣、一把斧頭、兩枚引爆煙霧彈、兩枚未引爆煙霧彈，以及一把麵包車鑰匙。經查實，鑰匙屬於一輛麵包車。警方在街上發現該輛麵包車。
纽约警察局局长Keechant Sewell表示，暫未将这起事件定性為恐怖袭击。

## 嫌疑人
嫌疑人为一名黑人男子，身高5英尺5英寸（1.65），體重175至180磅（79至82） ，作案時戴着防毒面具並且身穿大都會運輸署制服，並且在作案後逃离现场。。嫌犯循地铁列车逃走的报道传出后，纽约警方搜查了地铁隧道。执法当局相信嫌犯单独行事。
案发八个小时后，警方在金斯公路八个街区远的地方找到嫌犯在费城租用的小货车，该车辆隶属于仓储租赁公司U-Haul。警方相信嫌疑人循金斯公路站进入地铁。调查人员通过遗留在犯罪现场的钥匙辨认嫌犯身份，这条钥匙连着嫌犯租车用的信用卡 。
当晚7点20分，纽约警方将62岁的弗兰克·R·詹姆斯（Frank R. James）列为可疑人士。詹姆斯据称进入了那辆小货车。翌日，詹姆斯被列为嫌犯。搜捕期间，当局呼吁民众提供案发时的手机录像，或是有关嫌疑位置的其他信息。
詹姆斯1959年出生在纽约，案發前辗转各地生活。犯罪记录多达12宗，多为轻罪。1992年到1998年间被逮捕六次，罪名包括持有盗窃工具、性犯罪和意图篡改证词。在新泽西州被捕3次，最初一次在1991年，最近一次在2007年。1990年代中，被控制造恐怖威胁，最终以骚扰的轻罪论处，被判缓刑及心理辅导。无重罪纪录，有合法购买枪支的权利，2011年曾从俄亥俄州哥伦布的一家当铺购买一把9毫米格洛克手枪。
詹姆斯多年来在YouTube和Facebook上发布杂乱无章的视频，咆哮地发表恐同、厌女、冒犯黑人、西班牙裔和白人的愤怒观点，谩骂犹太人，不满害过他的人，发表暴力威胁，扬言制造大规模枪击案。在案发几个礼拜前发布的一段时间中，詹姆斯说自己有严重的創傷後壓力症。
詹姆斯还信仰黑人民族主义，曾在几段YouTube视频中公开批评纽约市长艾瑞克·亚当斯及纽约的心理健康服务机构。他认为“种族冲突”即将发生，“白人和黑人应该切断彼此的一切联系”，又形容非裔美国人“像生活在奥斯维辛集中营一样”，“相信纳粹党崛起的种子已再次在这个国家种上，我认为它会出现”。
案发第二天，詹姆斯亲自打电话给警方热线，说知道自己被通缉，透露自己在曼哈顿下城东村第六街（Sixth Street）和第一大道之间的麦当劳。到场警官没有在麦当劳找到詹姆斯，而是在周围开车巡查的时候发现他在圣马可坊和第一大道附近，当天下午1点45分将他逮捕。詹姆斯被美国纽约东区检察官办公室指控在大众运输系统内制造恐怖主义活动，一旦定罪会面临终身监禁。